# Anton Pilgram (Astronom)
Anton Pilgram (* 3. Oktober 1730 in Wien; † 15. Januar 1793 ebenda) war ein österreichischer Astronom und Meteorologe.

## Leben
Pilgram war der älteste Sohn von Franz Anton Pilgram. Anton Pilgram trat 1747 dem Jesuitenorden bei und hatte bereits in dessen Schulen eine besondere Vorliebe für Mathematik. 1753 wurde er von Maximilian Hell, dem damaligen Direktor der  Wiener Universitätssternwarte, als Assistent bestellt. 1769 wurde er während einer Reise Hells dessen Vertreter. Pilgram plante ein Netz von meteorologischen Beobachtungsstationen aufzubauen. Die Aufhebung des Jesuitenordens 1773 verhinderte aber diesen Plan.
Er erhielt den Titel des kaiserlichen Astronomen. Sein erster Auftrag war es, zusammen mit seinem Kollegen Francis Triesnecker eine Kartierung des damaligen Erzherzogtums Niederösterreich anzufertigen.
Von Pilgrams Schriften sind acht in lateinischer und vier in deutscher Sprache erschienen. Unter letzteren befindet sich auch ein Logarithmenwerk. Die Ephemerides astronomicae ad meridianum Vindobonensem redigierte er für die Jahre 1769, 1770 und 1771 allein, für die späteren Jahre in Gemeinschaft mit Hell. In diesem Jahrbuch war der Originalaufsatz Disquisitio de parallaxi solis (1774) besonders wichtig. Außerdem lieferte er eine deutsche Ausgabe von Bélidors Anfangsgründen der Artilleriewissenschaft.
Sehr bedeutend sind die Untersuchungen über das Wahrscheinliche in der Wetterkunde durch vieljährige Beobachtungen (1778). Er zeigte, dass die Gestirne nicht das Wetter beeinflussen. Pilgram wollte herausfinden, was die Bauernregeln und die Lostage wert sind und ob es irgendwelche Größen wie Temperatur oder Luftdruck gibt, die das Wetter bestimmen. Er erkannte als erster den Zusammenhang zwischen dem Barometerstand und den Witterungserscheinungen.